# Zeche Johannisberg
Die Zeche Johannisberg war ein Steinkohlenbergwerk in Essen-Freisenbruch. Die Zeche ist entstanden aus einer Umbenennung der Zeche Johannesberg und war nur wenige Jahre in Betrieb.

## Bergwerksgeschichte
Am 1. Januar 1952 wurde die Kleinzeche mit dem Namen Zeche Johannesberg in Essen-Steele-Freisenbruch in Betrieb genommen. Besitzer dieser Kleinzeche war Felix Decker. Die Zeche wurde im Stollenbau betrieben. Im Jahr 1953 wurden mit 17 Bergleuten 6544 Tonnen Steinkohle gefördert. Im darauffolgenden Jahr erfolgte die Umbenennung in Zeche Johannisberg. Zeitgleich mit der Umbenennung kam es zu einem Besitzerwechsel. Neuer Besitzer war die Gewerkschaft Johannisberg, später übernahm die Gewerkschaft Wippsterz diese Kleinzeche. Im Jahr 1955 wurde mit 24 Bergleuten 7799 Tonnen Steinkohle gefördert. Im Jahr 1960 wurde mit 29 Bergleuten 9232 Tonnen Steinkohle gefördert. Am 1. Januar 1965 kam es zu einem erneuten Besitzerwechsel, neuer Besitzer der Zeche wurde die Gewerkschaft Friedrichshöhe. In diesem Jahr wurde die maximale Förderung des Bergwerks erbracht. Mit 44 Bergleuten wurden 15.729 Tonnen Steinkohle gefördert. Am 15. August 1967 wurde die Zeche Johannisberg stillgelegt.